# Романовский замок
Романовский замок — оборонительные сооружения, которые существовали в XVII веке в местечке Романово (теперь агрогородок Ленино Слуцкого района).

## Описание
Деревянные сооружения обнесены валом и острогом. В центре замкового двора размещался главный жилой дом (2 жилые комнаты, алькеж, сени, 3 кладовые), накрытые дранкой. Поблизости стояли дом старосты (имел сени, 2 жилых помещения, кладовую), тюрьма, варевня (кладовая для овощей), пекарня. Хозяйственный двор, который соединялся с замком воротами, включал в себя 2-этажную скарбницу, свирни-амбары, возовню (сарай для телег), конюшню, погреб. За пределами Романовского замка располагался комплекс со столовой, гумном с 2 осетями (сооружение для сушки зерна), пивоварней.